# Judah Katz
Pour les articles homonymes, voir Katz.
Judah Katz est un acteur canadien, né le 23 juin 1960 à Montréal (Québec).

## Filmographie
- 1985 : Movers and Shakers : Freddie
- 1987 : Hitting Home (TV) :  le journaliste
- 1987 : A Conspiracy of Love (TV) : Man #1
- 1988 : Scoop (Switching Channels) : Tillinger Sound Man
- 1991 : True Confections (TV) : Harbey
- 1995 : Bloodknot : le corporal
- 1995 : Almost Golden: The Jessica Savitch Story (TV) : Young newscaster
- 1995 : Moonlight et Valentino (Moonlight and Valentino) : Marc
- 1995 : Famille à l'essai (Rent-a-Kid) (TV) : Dr Leff
- 1995 : Tel père... tel flic ! (Family of Cops) (TV) : le doctor
- 1995 : Visitors of the Night (TV) : Dr Granger
- 1996 : Ed McBain's 87th Precinct: Ice (TV) : Andy Parker
- 1996 : Chair de poule (Goosebumps) (TV) : Docteur Brewer
- 1996 : Crash :  Le vendeur
- 1996 : Au revoir à jamais (The Long Kiss Goodnight) de Renny Harlin : Harry
- 1997 : Any Mother's Son (TV) : Lt. Steine
- 1997 : On the 2nd Day of Christmas (TV) : Pruitt
- 1998 : Le Métro de l'angoisse (The Taking of Pelham One Two Three) (TV) : TV reporter
- 1998 : Un père pour Brittany (A Father for Brittany) (TV) : Jacobs
- 1998 : Disparition suspectes (When He Didn't Come Home) (TV) : Paul Blackwell
- 1999 : Spenser: Small Vices (TV) : Farantino
- 1999 : Tel père... telles filles (Switching Goals) (TV) : Mike
- 2000 : XChange : Lister
- 2000 : Dirty Pictures (TV) : Mizibov
- 2000 : The Last Debate (TV) : Bob Lucas
- 2001 : Hangman (TV) : George Kolker
- 2001 : Tentative de meurtre (en) (Final Jeopardy) (TV) de Nick Gomez : Lew Oslansky
- 2001 : The Day Reagan Was Shot (TV) : Trauma Team Dr
- 2003 : Mister Cash (Owning Mahowny) : Broker
- 2003 : The Pentagon Papers (TV) : District Attorney
- 2003 : Out of the Ashes (en) (TV) : Dr Jonas Ruben
- 2003 : Spinning Boris : Michael Kramer
- 2004 : Crown Heights (TV)
- 2004 : Evel Knievel (en) (TV) : Docteur au Mem. Hospital
- 2005 : De l'ombre à la lumière (Cinderella Man) : Le reporter
- 2006 : Canada Russia '72 (TV) : Alan Eagleson
- 2007 : The Company (TV) : L'agent du FBI
- 2013 : Jack (TV) : Brian Topp
- 2015 : Gridlocked : Bill